# Eimert van Middelkoop
Eimert van Middelkoop (ur. 14 lutego 1949 w Berkel en Rodenrijs) – holenderski polityk, parlamentarzysta, od 2007 do 2010 minister obrony w czwartym rządzie Jana Petera Balkenende, w 2010 dodatkowo minister ds. mieszkalnictwa, wspólnot i integracji w tym samym gabinecie.

## Życiorys
Absolwent ekonomii na Uniwersytecie Erazma w Rotterdamie. W latach 1972–1973 pracował jako nauczyciel w szkole protestanckiej w Zwolle. W 1973 wstąpił do Politycznej Ligi Protestantów (GPV), do 1989 był etatowym pracownikiem tego ugrupowania. W 1989 został po raz pierwszy wybrany w skład Tweede Kamer, w niższej izbie Stanów Generalnych zasiadał do 2002. W 2001 został działaczem ChristenUnie (federacji GPV i RPF), która w 2004 przekształciła się w jednolite ugrupowanie. W parlamencie zajmował się m.in. zmianami klimatu oraz kwestią holenderskiej odpowiedzialności za masakrę w Srebrenicy.
W 2002 kandydował z trzeciego miejsca listy ChristenUnie, jednak nie został wybrany (wyprzedziła go startująca z niższej pozycji Tineke Huizinga). Rok później zasiadł w Eerste Kamer, mandat senatora wykonywał do 2007.
22 lutego 2007 został ministrem obrony w czwartym gabinecie Jana Petera Balkenende. 23 lutego 2010, po opuszczeniu koalicji rządowej przez PvdA, objął dodatkowo obowiązki ministra ds. mieszkalnictwa, wspólnot i integracji. Oba stanowiska zajmował do 14 października 2010.
Odznaczony Orderem Oranje-Nassau V klasy (2002) i IV klasy (2010).